# Chapelle des Cordeliers (Valence)
Pour les articles homonymes, voir Chapelle des Cordeliers.
La chapelle des Cordeliers est un ancien lieu de culte catholique, aujourd’hui désaffecté, à Valence dans la Drôme. Elle est inscrite et classée Monument historique depuis 1983.

## Histoire

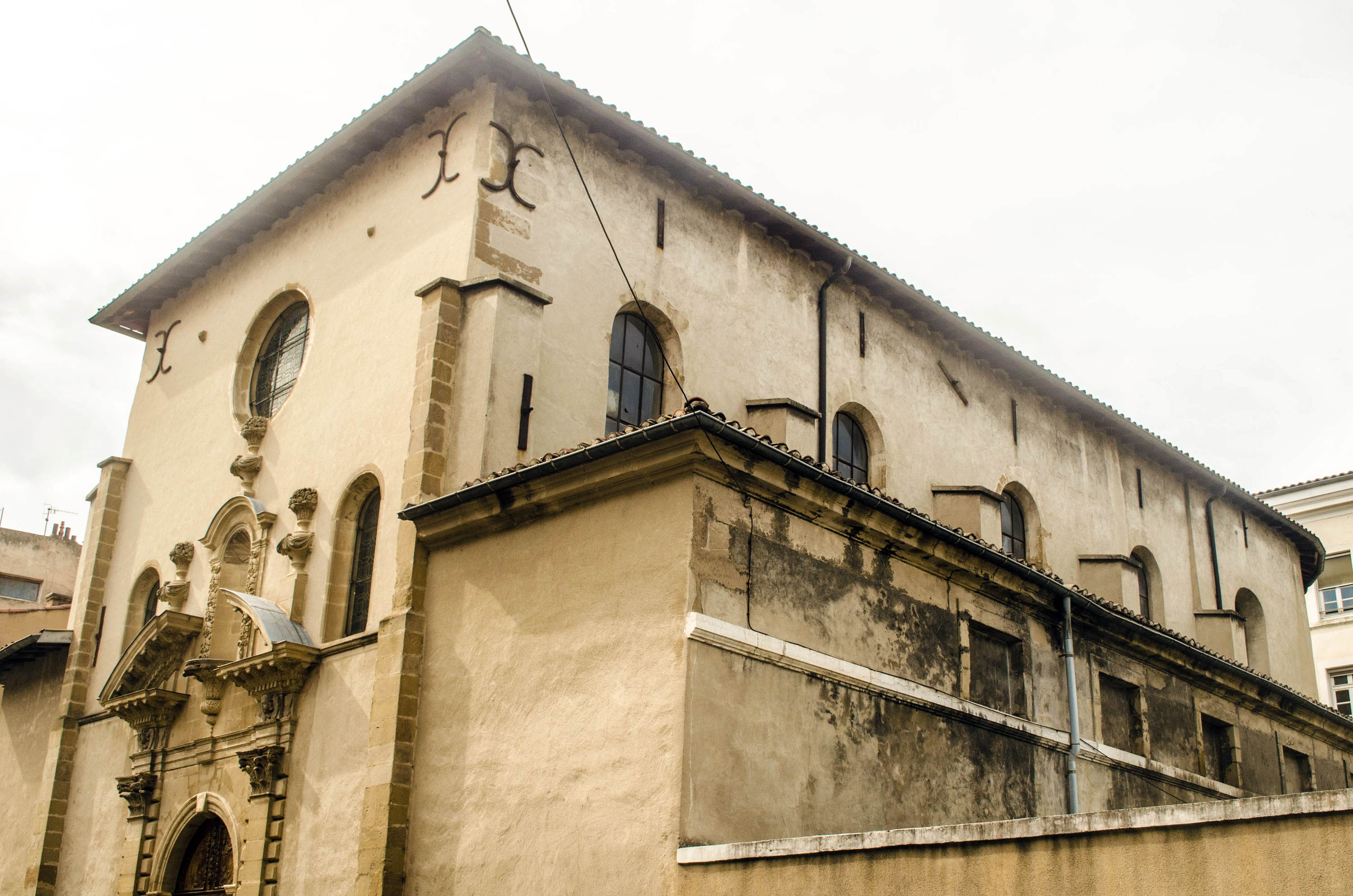
Vue extérieure de la chapelle

Les Cordeliers se sont installés à Valence au XIIe siècle. Leur couvent est édifié au nord de la ville. Ruiné à deux reprises lors des guerres de religion, il est reconstruit non loin de son emplacement d’origine au XVIIe siècle. La chapelle, consacrée en 1696, en est le seul vestige. À la Révolution, elle est transformée successivement en magasin à fourrages, en magasin de munitions, en salle de réunions, puis après 1945 elle accueille les Archives départementales. Actuellement elle abrite le siège du Conservatoire du patrimoine de la Drôme.

## Architecture

### Extérieur
La partie la plus attractive de cette église simple est la façade. Le portail monumental baroque, rue André-Lacroix, a conservé sa menuiserie d’origine. La porte s’inscrit dans une travée corinthienne, surmontée d’un fronton cintré brisé et d’un édicule à niche. La façade est percée de deux fenêtres simples en plein cintre de part et d’autre du portail, et d’un oculus circulaire au-dessus.

### Intérieur
L’espace intérieur de la chapelle, entièrement occupé par les rayonnages des archives départementales, ne laisse rien voir de son architecture.